# Horsfieldia ardisiifolia
Espèce
Statut de conservation UICN

 VU  : Vulnérable
Horsfieldia ardisiifolia est une espèce de plantes de la famille des Myristicacées.